# Lorenzo Sonego
Lorenzo Sonego (n. 11 mai 1995) este un jucător profesionist de tenis italian.  Cea mai înaltă poziție la simplu în clasamentul ATP este locul 21 mondial, la 4 octombrie 2021, iar la dublu locul 60 mondial, la 12 septembrie 2022. Sonego și-a făcut debutul pe tabloul principal ATP la Internazionali BNL d'Italia 2016, unde a primit un wildcard. 